# Ribociklib
Ribociklib, pod zaščitenima imenoma Kisqali in Kryxana je zdravilo podjetja Novartis, ki deluje kot zaviralec od ciklina odvisne kinaze (natančneje CDK4 in CDK6) in se uporablja za zdravljenje določenih vrst raka dojke. Uporablja se v kombinaciji s hormonskim zdravljenjem, z zaviralcem aromataze ali fulvestrantom. V kombinaciji z zaviralcem aromataze se uporablja za zdravljenje pred-,  peri- ali postmenopavzalnih bolnic s hormonsko pozitivnim, HER2-negativnim napredovalim ali razsejanim rakom dojke kot začetno zdravljenje na osnovi hormonske terapije, v kombinaciji s fulvestrantom pa tudi po napredovanju bolezni po začetnem hormonskem zdravljenju.
Ameriški Urad za prehrano in zdravila je ribociklib odobril za klinično uporabo marca 2017, Evropska agencija za zdravila pa avgusta 2017.

## Klinična uporaba
Ribociklib se uporablja za zdravljenje določenih vrst raka dojke, in sicer je v Evropski uniji odobren za zdravljenje žensk z lokalno napredovalim ali razsejanim rakom dojk, ki je hormonsko odvisen (HR-pozitiven) in negativen na receptorje humanega epidermalnega rastnega faktorja 2 (HER2-negativen), v kombinaciji z zaviralcem aromataze ali fulvestrantom, in sicer kot začetno hormonsko zdravljenje ali pri ženskah, ki so predhodno že prejemale hormonsko zdravljenje.
Pri ženskah pred menopavzo ali v perimenopavzi je treba hormonsko zdravljenje uporabljati skupaj z agonistom gonadoliberina.

## Neželeni učinki
Najpogostejši neželeni učinek ribocikliba je zmanjšanje števila krvnih celic, zlasti nevtropenija (v kliničnih preskušanjih se je pojavila pri 75 % bolnic, v primerjavi s 5 % v skupini s placebom),  pojavlja se pa tudi slabokrvnost (18 % proti 5 %). Pogosti so tudi neželeni učinki na prebavila, kot sta slabost (52 % proti 29 %) in driska (35 % proti 22 %), ter izpadanje las (33 % proti 16 %). Pride lahko tudi do porasta jetrnih encimov (alanin transaminaze in aspartat transminaze). Pri uporabi ribocikliba lahko pride tudi do podaljšanja QTc. V kliničnih preskušanjih so zaznali podaljšanje QTc pri 8,4% bolnic, ki so v sklopu zdravljenja prejemale ribociklib z zaviralcem aromataze ali fulvestrantom. Pojavlja se zlasti v prvih 15 dneh jemanja zdravila.

## Součinkovanje z drugimi zdravili
Ribociklib zavira encim CYP3A4. Potrebna je previdnost pri sočasni uporabi zdravil, ki so substrati tega encima (na primer midazolam), saj se lahko njihova koncentracija v serumu poveča.

## Mehanizem delovanja
Za podrobne podatke o tej temi glej Zaviralec od ciklina odvisne kinaze.
Od ciklina odvisni kinazi 4 in 6 (CDK 4/6) sta encima, ki spodbujata delitev tako zdravih kot rakavih celic. Pri številnih rakih se je izkazalo, da celice izražajo povečano aktivnost CDK in inaktivacijo določenih tumorje zaviralnih genov.
CDK 4 in 6 se aktivirata z vezavo na ciklin D. Kompleks ciklin D-CDK4/6 uravnava potek celičnega cikla s fosforilacijo retinoblastomske beljakovine (pRb). Ribociklib preko zaviranja CDK 4 in 6 zmanjša obseg fosforilacije retinoblastomske beljakovine, kar ustavi celični cikel v fazi G1 in zavre proliferacijo celic.